# فریدناو
فریدناو (به آلمانی: Berlin-Friedenau) یک منطقهٔ مسکونی در آلمان است که در Tempelhof-Schöneberg واقع شده‌است. فریدناو ۲۶٬۷۳۶ نفر جمعیت دارد.